# Mazion
Mazion är en kommun i departementet Gironde i regionen Nouvelle-Aquitaine i sydvästra Frankrike. Kommunen ligger i kantonen Blaye som tillhör arrondissementet Blaye. År 2022 hade Mazion 545 invånare.

## Befolkningsutveckling
Antalet invånare i kommunen Mazion
Referens:INSEE